# Baniana retrorsa
Baniana retrorsa är en fjärilsart som beskrevs av George Francis Hampson 1926. Baniana retrorsa ingår i släktet Baniana och familjen nattflyn. Inga underarter finns listade i Catalogue of Life.